# Spiegelreferat
Ein Spiegelreferat ist ein Referat, dessen Aufgabengebiet dem einer anderen Organisation entspricht, diese „spiegelt“.

## Spiegelreferate als Abbildungen von Ressorts
Spiegelreferate in diesem Sinne stellen eine Nachbildung größerer Organisationsformen innerhalb einer Behörde dar. Das deutsche Bundeskanzleramt und Staatskanzleien der Länder verfügen über Referate, die die Aufgabenbereiche der Ministerien „spiegeln“, um fachpolitische Kompetenz innerhalb der eigenen Behörde zu haben und die Verbindung zu den Ressorts zu halten. Ebenso existieren Spiegelreferate für Ministerien bei Ländervertretungen im Bund und der Europäischen Union. Auch das deutsche Bundesministerium der Finanzen unterhält Spiegelreferate für alle Ministerien.

## Spiegelreferate als konkurrierende Einrichtungen
Spiegelreferate in diesem Sinne sind Referate mit gleichem Kompetenzbereich, die aber in unterschiedlichen übergeordneten Organisationen angeordnet sind. So ist ein Referat, das im Wirtschaftsministerium angesiedelt ist, ein Spiegelreferat zu einem Referat im Umweltministerium, das im selben Themenbereich arbeitet.